# Tarochips

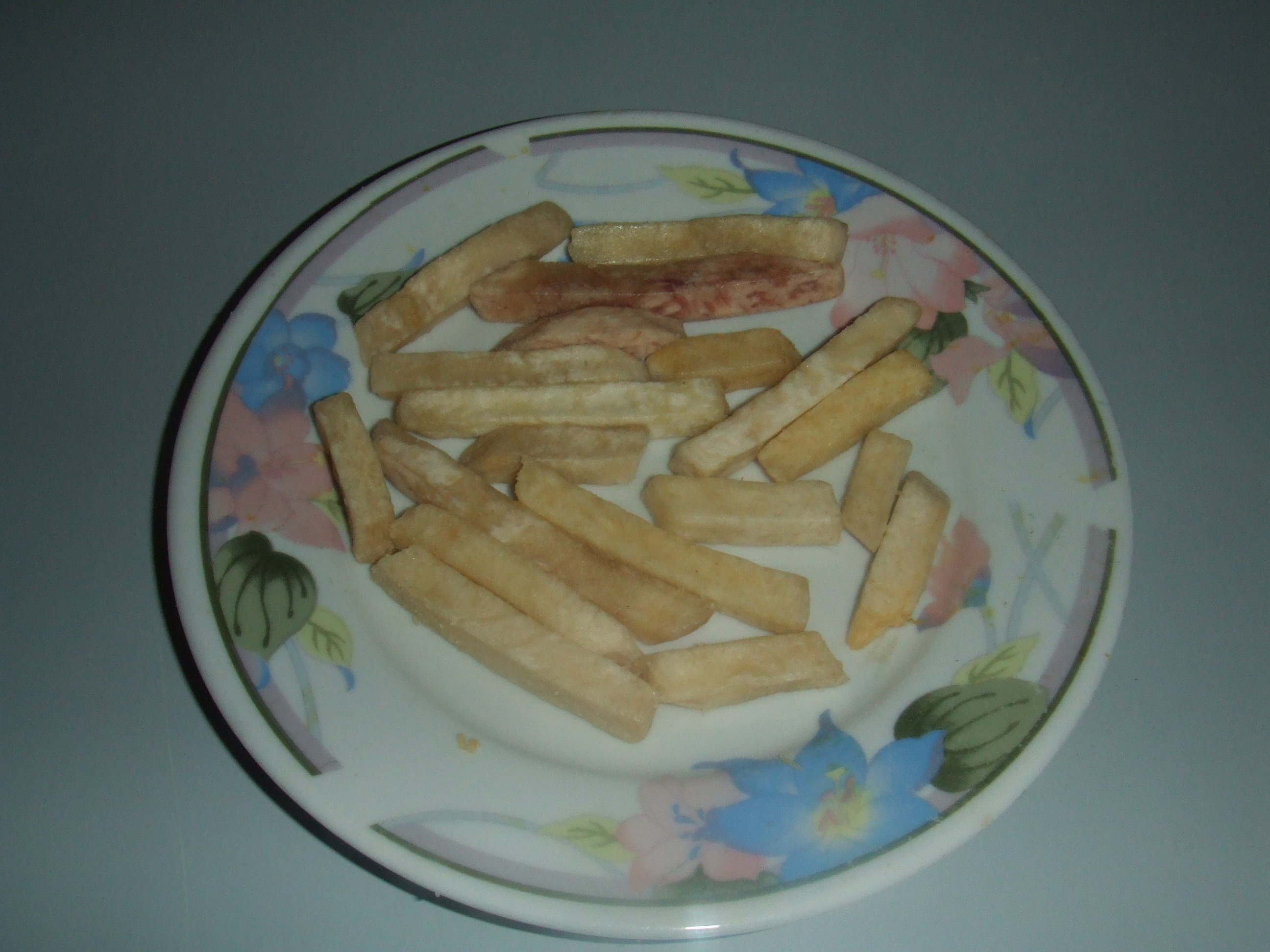
Tarochips

Tarochips zijn chips gemaakt van de wortelknollen van de taro. Voor de productie van tarochips worden de wortelknollen in frietvormige reepjes gesneden en gefrituurd in plantaardige olie. De tarochips, die in Nederland in Chinese supermarkten worden verkocht, komen uit Vietnam.

## Inhoudstoffen
De voedingswaarde van 100 gram tarochips is:
| Stof                | Hoeveelheid |
| ------------------- | ----------- |
| Energetische waarde | 1895 kJ     |
| Totaal vet          | 16,7 g      |
| Verzadigd vet       | 6,7 g       |
| Totaal Koolhydraten | 73,3 g      |
| Suiker              | 53,3 g      |
| Eiwit               | 3,3 g       |
| Natrium             | 36,7 mg     |